# Jafarabad

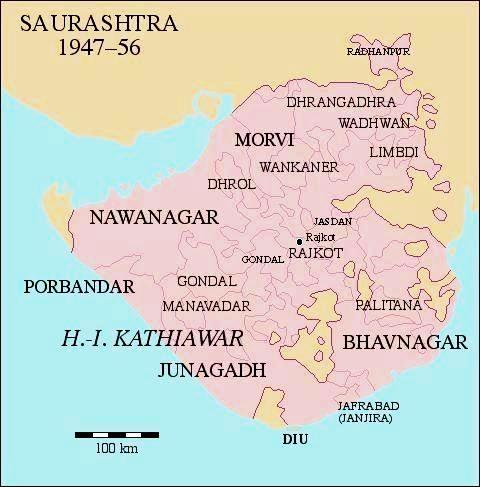
Localització de Jafarabad a Saurashtra

Bandera mercant de Jafarabad

Jafarabad o Jafrabad fou un estat tributari protegit a l'Índia, a l'agència de Kathiawar, província de Gujarat, presidència de Bombai. Era una dependència del nawab de Janjira (estat a la costa de Konkan, Jafarabad estava unita a Janjira de manera personal). Estava situat a 275 km al sud d'Ahmedabad i 240 al sud-oest de Baroda. La superfície era de 68 km².
Vers el 1731 quan el domini mogol al Gujarat es va relaxar, el thanadar local es va fer independent; aliat a la guarnició musulmana mogol i al kolis locals, es va dedicar a la pirateria i va atacar diverses vegades els vaixells i el tràfic comercial de Surat. Sidi Hilal, príncep de la dinastia de Janjira, que llavors era a Surat, va atacar als kolis, va destruir els seus vaixells i va capturar molts kolis exigint una forta multa a Jafarabad; el thanadar no van poder pagar i van vendre Jafadarabd a Sidi Hilal (1759). Aquest aviat va veure que no podria conservar la ciutat donada la situació d'anarquia que es vivia a la península de Kathiawar, i el 1762 va transferir Jafarabad al nawab de Janjira, que va pagar els deutes i el va nomenar governador. Sota protectorat britànic el nawab de Janjira fou considerat sobirà separat de segona classe dins dels de Kathiawar amb títol de wazir fins al 1803 i després nawab, i més tard va ascendir a primera classe. Al segle XIX mantenia una força militar de 123 homes. La bandera de l'estat era la mateixa que la de Janjira.
La població era:
- 1872: 8.549,
- 1881: 9.400
- 1891: 12.389
- 1901: 12.097

La majoria (80%) eren hindús i la resta musulmans. L'estat estava format per la ciutat i 11 pobles. L'única municipalitat era Jafarabad, situada a 20° 52′ N, 71° 25′ E / 20.867°N,71.417°E amb una població el 1881 de 4.746 persones, i el 1901 de 6.038 habitants. Estava situada a 1 km del riu Randi i agafava el seu nom del sultà Jafar Muzaffar de Gujarat que va construir les fortificacions.

## Thanadars
- vers 1650 - 16? Fath Khan
- 16? - 1678 Sambhol Yaqut Khan
- 1678 - 1734 Kasim Yaqut Khan
- 1734 - 1759 Surur Khan
- 1759 - 1762 Sidi Hilal

## Wazirs (des de 1803 nawabs) de Janjira i Jafarabad
- 1759 - 1761 Ibrahim I Khan
- 1761 - 1772 Yakut Khan
- 1772 - 1784 Abdul Rahman Khan
- 1784 - 1789 Jowhar Khan
- 1789 - 1792 Ibrahim II Khan
- 1792 - 1803 Jumrud Khan
- 1803 - 1826 Ibrahim II Khan (segona vegada)
- 1826 - 1848 Mohammad II Khan
- 1848 - 1879 Ibrahim III Khan
- 1879 - 1922 Ahmad Khan
- 1922 - 1947 Mohammad III Khan 
  - 1922 - 1933 Kulsum Begum, reina regent